# Yarloop
Yarloop är en ort i South West i Western Australia längs South Western Highway, mellan orterna Waroona och Harvey. Yarloop hade ett invånarantal på 395 personer (2016).